# Яків Воронченко
Воронченко Яків (Яцько, 1609 — 1679) — український державний та військовий діяч доби Гетьманщини. Черкаський (1648 — 52) і Прилуцький (1652 — 57; 1658) полковник. Сподвижник гетьманів Петра Дорошенка і Остапа Гоголя.

## Біографія
Родовою маєтністю, ймовірно, було село Воронівка (нині - Городищенського району Черкаської області). Проходив службу в арміях Речі Посполитої. 1648 року перейшов на козацьку службу під проводом Богдана Хмельницького. Першим очолював Черкаський полк, очолював черкаські війська у час ключових битв доби Хмельниччини. 1654 року присягнув московському царю. На дочці Якова Воронченка був одружений Захар Шийкевич - державний діяч і представник генеральної старшини Лівобережної Гетьманщини XVII століття.
1679 року страчений у Києві за рішенням військового суду армії Речі Посполитої.

## Пам'ять
Провулок Яська Воронченка у Черкасах.